# Centralia (Pennsylvania)
Centralia è un comune degli Stati Uniti d'America, nella Contea di Columbia, nello Stato della Pennsylvania. La città è divenuta tristemente famosa a causa dell'incendio scoppiato nel 1962 e che ancora arde nel sottosuolo ricco di antracite. L'incendio si trova a più di 100 metri di profondità e si sviluppa su una superficie di quasi 3700 acri (circa 15 km²), in quelle che una volta erano miniere di antracite. La popolazione è passata dai 2 761 abitanti del 1890 ai soli 5 del 2020, un calo che l'ha trasformata quasi in una città fantasma. Il codice postale di Centralia (17927) è stato sospeso dal servizio postale nel 2002.
I funzionari statali e locali hanno raggiunto un accordo con i sette residenti restanti (al 29 ottobre 2013), permettendo loro di restare a vivere a Centralia anche dopo l'espropriazione delle loro abitazioni.

## Storia
La porzione di terreno occupata da Centralia venne venduta ai coloni nel 1749 per 500 sterline da un gruppo di nativi americani della zona. Nel 1770, durante la costruzione della strada Reading Road, che si estendeva da Reading a Fort Augusta (l'odierna Sunbury), i coloni esaminarono ed esplorarono la terra. Una gran parte della Reading Road fu sviluppata in seguito come Route 61, la strada principale che attraversa Centralia da est verso sud.
Quasi un terzo del territorio della città venne acquistato nel 1793 da Robert Morris, uno dei firmatari delle costituzione degli Stati Uniti d'America. Nel 1798 egli dichiarò bancarotta e di conseguenza i suoi terreni vennero acquisiti dalla Prima banca degli Stati Uniti d'America. In seguito passarono al capitano di mare francese, divenuto un ricco banchiere, Stephen Girard che li acquistò, insieme ad altri 68 appezzamenti nelle vicinanze, per $30,000, attirato ovviamente dalla presenza delle vene carbonifere.
I giacimenti di carbone di Centralia furono in gran parte trascurati prima della costruzione della ferrovia Mine Run Railroad nel 1854. Nel 1832, Johnathan Faust aprì nella zona una taverna chiamata Bull's Head Tavern, da cui la cittadina prese il suo primo nome. In seguito, nel 1842, la terra di Centralia fu acquistata dalla Locust Mountain Coal and Iron Company. Alexander Rae, un ingegnere minerario, vi trasferì la sua famiglia e cominciò a pianificare un piccolo borgo con le proprie strade e pronto per un veloce sviluppo. Rae decise che questo borgo avrebbe dovuto chiamarsi Centreville, ma nel 1865 il nome fu cambiato in Centralia perché per il servizio postale esisteva già una località denominata Centreville, nella contea di Schuylkill. Nel 1854 fu costruita la ferrovia per il trasporto di carbone fuori dalla valle.
La città vera e propria sorse all'inizio dell'Ottocento. Le prime due miniere vennero aperte nel 1854, seguite da altre negli anni successivi, e secondo gli archivi del censo la cittadina raggiunse la sua massima popolazione nel 1890 con 2 761 abitanti. L'antracite nel sottosuolo venne estratta in quantitativi industriali fino alla fine del diciannovesimo secolo, ma in seguito la sua estrazione subì un continuo declino, lasciando infine nel sottosuolo una serie di pozzi abbandonati; caratteristiche dell'antracite sono la sua estrema durezza, che in passato ne rese difficile l'estrazione, e il fatto che sia di difficile accensione e di ancora più difficoltoso spegnimento.

### L'incendio

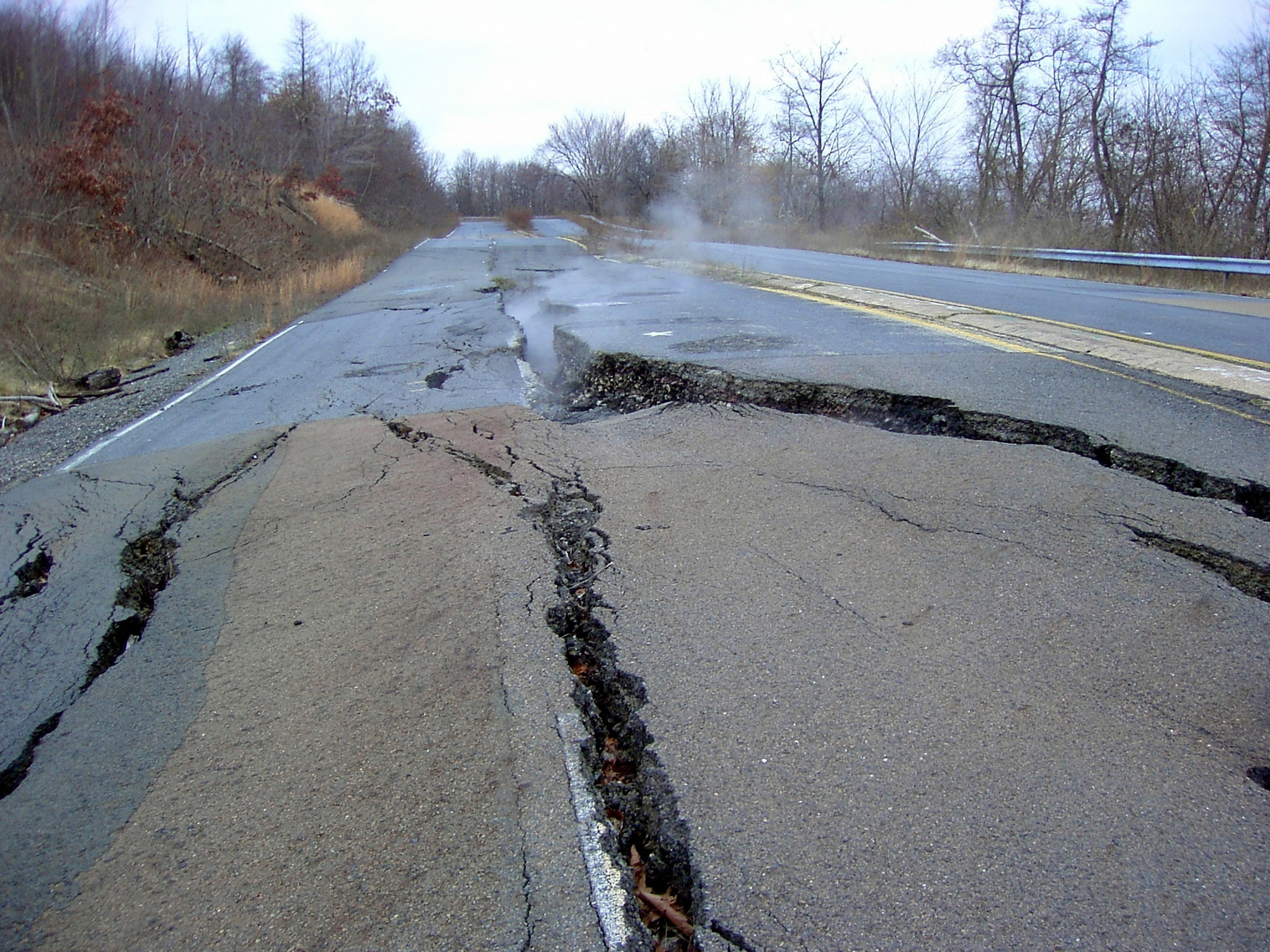
L'incendio continua nel sottosuolo di Centralia

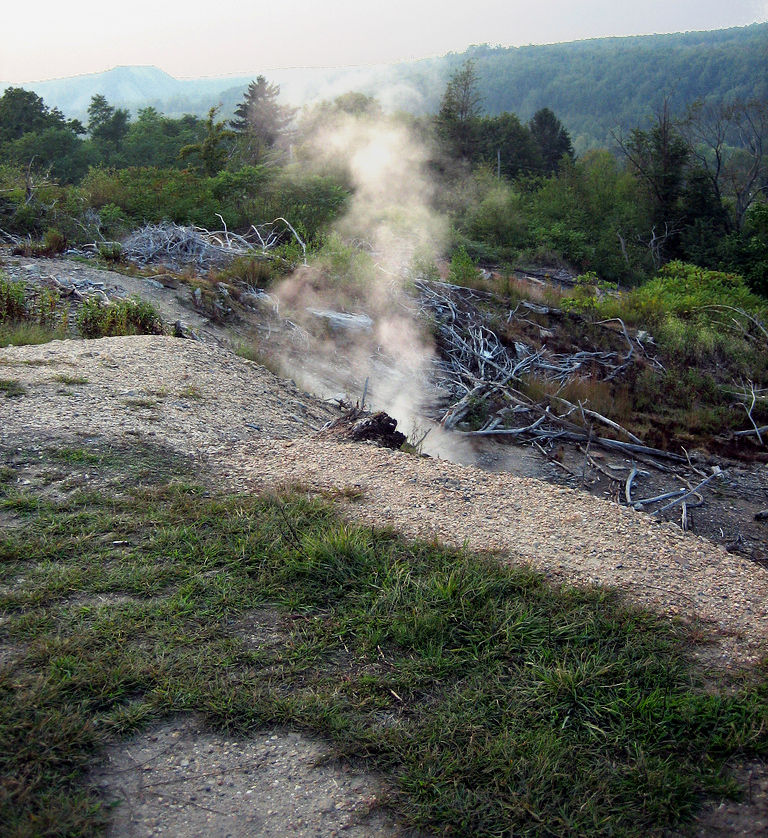
Fumo che si alza dal suolo a Centralia

Non è certo quale sia stato l'evento che scatenò il disastro di Centralia. L'opinione più accreditata è quella secondo cui il consiglio cittadino ordinò ad un gruppo di cinque volontari dei vigili del fuoco di bruciare una pila di rifiuti in una miniera abbandonata. Per qualche ragione essi non riuscirono a spegnere correttamente il fuoco, che riuscì a raggiungere il sottosuolo ricchissimo di antracite e ad innescarne la combustione.
Nei mesi successivi furono effettuati alcuni tentativi di estinguere l'incendio attraverso l'escavazione del combustibile fossile infiammato e attraverso l'immissione nei vecchi tunnel minerari di materiale non infiammabile. Anche a causa della scarsità di fondi disponibili, tutti i tentativi di estinguere l'incendio sotterraneo si rivelarono però inutili e ben presto esso iniziò a manifestare i suoi effetti anche in superficie: ceneri, nuvole di fumo bianco ed acre, moria di alberi, scioglimento dell'asfalto con conseguente formazione di crepe sulle strade e voragini nel terreno.
Nel ventennio successivo la popolazione iniziò progressivamente ad essere evacuata, molti edifici furono abbattuti e Centralia divenne una cittadina fantasma. Complessivamente il governo federale stanziò circa 42 milioni di dollari per il trasferimento degli abitanti. Le persone si sono trasferite perlopiù nelle comunità vicine. La gravità del problema divenne chiara nel 1979 quando un benzinaio della zona constatò che la temperatura della benzina nella sua cisterna sotterranea era di 77,8 °C.
Un altro evento drammatico che segnò la cittadina fu quando, il 14 febbraio del 1981, Todd Domboski, un ragazzino di 12 anni, sprofondò in una profonda buca apertasi improvvisamente a causa dell'incendio sotterraneo, ma fortunatamente riuscì ad aggrappandosi alla radice di un albero e a chiedere aiuto; le sue grida furono udite da suo cugino Eric Wolfgang che riuscì a raggiungerlo e portarlo in salvo. Analisi successive evidenziarono che i gas che fuoriuscivano dalla buca contenevano un'altissima quantità di monossido di carbonio, che avrebbe potuto facilmente uccidere Todd se il ragazzino fosse rimasto più a lungo al suo interno.
L'incendio nel sottosuolo è ancora attivo e si calcola che, ai ritmi attuali, lo sarà ancora per circa 250 anni; alcune persone ancora abitano la cittadina, che nel frattempo è divenuta un'attrazione turistica.

## Nella cultura popolare
Centralia viene raffigurata nella storia a fumetti Il carteggio Nuke-Face, scritta da Alan Moore e pubblicata nel 1985 su Swamp Thing #35, in cui è la città di provenienza del personaggio di Nuke-Face.

### Cinema
- La vicenda di Centralia ha ispirato nel 2006 l'ambientazione del film Silent Hill,[14] ma non ha ispirato l'omonima serie di videogiochi, come più volte ribadito dall'autore.
- A Centralia è ambientata la prima parte del film Made in USA del 1987 di Ken Friedman con Adrian Pasdar, Chris Penn e Lori Singer.[15]